# David Watkins
Sir David Watkins (Blaina, Gales, 5 de marzo de 1942-3 de septiembre de 2023) fue un jugador, dirigente y entrenador de rugby británico que jugó en las posiciones de Three-quarter back y Fullback.

## Carrera

### Club
| Periodo   | Club              | Apariciones | Puntos |
| --------- | ----------------- | ----------- | ------ |
| 1961-1967 | Newport RFC       | 202         | 294    |
| 1967-1979 | Salford City Reds | 407         | 2097   |
| 1979-1980 | Swinton Lions     | 20          | 0      |

### Selección nacional
Jugó para Gales en 37 ocasiones de 1963 a 1979 y anotó 89 puntos y disputó en cinco ocasiones el Torneo de las Cinco Naciones, de las cuales ganó 3. También participó con Gran Bretaña en seis ocasiones de 1971 a 1974 y anotó seis puntos; además de jugar para los Leones Británicos e Irlandeses en seis ocasiones en 1966 anotando 12 puntos donde incluso llegó a ser capitán.
También jugó con el Barbarian FC en tres ocasiones de 1962 a 1967.

### Entrenador
| Periodo   | Club                     |
| --------- | ------------------------ |
| 1977      | Reino Unido              |
| 1977      | Gales                    |
| 1981-1984 | Cardiff City Red Dragons |
| 1982-1985 | Gales                    |

### Administración
En 1992 pasó a ser el gerente general del Newport RFC hasta 1993 cuando pasó a ser el presidente del club, lo que le otorgó la Orden del Imperio Británico. En 2006 pasó a ser el director de los Cardiff City Red Dragons hasta 2009 cuando pasó a ocupar el mismo puesto en la Crusaders Rugby League.

## Logros

### Club
- Campeonato de Gales (1): 1962
- Super League (2): 1974, 1976

### Selección nacional
- Torneo de las Cinco Naciones (3): 1964, 1965, 1966